# David Ely
David Ely, pseudonimo di David Eli Lilienthal (Chicago, 19 novembre 1927), è uno scrittore statunitense autore di romanzi polizieschi e di fantascienza.

## Biografia
Frequenta l'università della Carolina del Nord a Chapel Hill dal 1944 al 1945, l'università di Harvard dal 1947 al 1949 e infine il St Antony's College di Oxford dal 1954 a 1955.
Entra nel mondo della letteratura nel 1961 con la pubblicazione The Last Friday in August, una storia di fantascienza. Dopo diverse storie di fantascienza, nel 1963 pubblica il suo primo romanzo poliziesco The Sailing Club, vincitore del Premio Edgar Allan Poe come migliore racconto breve.
Nel 1964 pubblica il suo primo romanzo, A Novel of Suspense, seguito lo stesso anno da Seconds (pubblicato in italiano con il titolo Istituto di bella morte). Da quest'opera il regista John Frankenheimer, nel 1966, ha tratto il film Operazione diabolica (Seconds), interpretato dall'attore Rock Hudson. Il film è un thriller con elementi di fantascienza o "fantasociologia".

## Opere

### Romanzi
- Trot: A Novel of Suspense (1964)
- Istituto di bella morte (Seconds) (1964)
- The Tour (1967)
- Poor Devils (1970)
- Walking Davis (1972)
- Mr. Nicholas (1974)
- A Journal of the Flood Year (1992)

### Racconti
- Time Out (1968)
- Always Home and Other Stories (1991)
- The Last Friday in August (1961)
- The Wizard of Light (1962)
- Countdown (1962)
- The Interview (1962)
- The Sailing Club (1962)
- The Alumni March (1962)
- A Question of Neighbourliness (1963)
- The Human Fattore (1963)
- McDaniels' Flood (1963)
- The Captain's Boarhunt (1964)
- The Academy (1965)
- Dolly Madison in Peru (1965)
- Creatures of the Sia (1965)
- An Angel of Mercy (1965)
- The Assault on Mount Rushmore (1969)
- The Language Game (1970)
- The Carnival (1971)
- Non Time to Lose (1972)
- The Gourmet Hunt (1972)
- A Middle-Age Nude (1974)
- A Place to Avoid (1974)
- The Light in the Cottage (1974)
- Always Home (1975)
- Rockefeller's Daughter (1975)
- The Squirrel (1976)
- Last One Out (1976)
- Starling's Circle (1976)
- The Running Man (1976)
- The Weed Killer (1977)
- The Looting of the Tomb (1977)
- Counting Steps (1978)
- The Temporary Daughter (1978)
- The Rich Girl (1978)
- Going Backward (1978)
- The Marked Man (1979)
- Methuselah (1980)
- Dead Man (1993)
- The Drum (1997)

## Adattamenti

### Al cinema
- 1966: Operazione diabolica (Seconds)

### In televisione
- 1971: The Academy, episodio della seconda stagione della serie televisiva Mistero in galleria (Night Gallery) ideata da Rod Serling.[4]

## Premi
- Premio Edgar Allan Poe 1963 per il miglior racconto breve con The Sailing Club.[5]

### Nomination
- Premio Edgar Allan Poe 1975 per il miglior racconto breve con The Light in the Cottage.[5]
- Premi Edgar Allan Poe 1979 per il miglior racconto breve con Going Backward.[5]